# Der Supercop
Der Supercop (Originaltitel: Poliziotto superpiù) ist ein italienischer Film aus dem Jahr 1980, in dem Terence Hill die Hauptrolle als „Dave Speed“ spielt. Der Film ist eine Mischung aus Action, Science-Fiction und Komödie. Der Soundtrack „Super Snooper“ stammt von Carmelo und Michelangelo La Bionda, die auch als The Oceans bekannt sind. Der Film startete am 18. September 1980 in den bundesdeutschen Kinos.

## Handlung
Dave sitzt in einer Gefängniszelle und nimmt Bohnen als Henkersmahlzeit zu sich. Bald darauf wird er von den Vollzugsbeamten zu einer Hinrichtung geführt, derer er schon drei überlebt hat. Auf dem Weg dorthin blickt er auf die Ereignisse zurück, die ihn in seine jetzige Situation gebracht haben.
Eher ungewollt und nach Anordnung durch seinen Vorgesetzten Sergeant Dunlop gerät der Streifenpolizist Dave Speed in ein evakuiertes Indianerreservat in den Everglades, um einen Strafzettel zuzustellen. Zum gleichen Zeitpunkt wird in diesem Gebiet von der NASA eine neuartige Rakete getestet, welche mit rotem Plutonium geladen ist und angeblich zur Energiegewinnung dienen soll. Als Speed ein Krokodil verscheuchen will, welches sich in dem Boot breitgemacht hat, mit dem er angekommen ist, schießt er in die Luft und die Rakete explodiert in einem roten Feuerball. Er überlebt die extreme Strahlenbelastung, entdeckt an sich jedoch plötzlich übernatürliche Kräfte, mit denen er die Unterwelt von Miami das Fürchten lehren will. Er verfügt über eine Art Röntgenblick (im Film Nullblick genannt), ist unverwundbar, kann Dinge allein durch Gedankenkraft bewegen, pfeilschnell laufen und Pistolen- und Gewehrkugeln mit bloßen Händen und sogar den Zähnen fangen. Doch Speed hat auch eine Achillesferse, denn sobald er die Farbe Rot sieht, versagen ihm alle Kräfte und er wird wieder zum gewöhnlichen Polizisten ohne Superkräfte.
Zunächst will ihm niemand glauben. Alle anderen, insbesondere sein Vorgesetzter Dunlop, halten ihn für verrückt und seine Superkräfte für Tricks. Diese Annahmen werden dadurch bestärkt, dass Speed selbst noch nicht hinter die Wirkung gekommen ist, die die Farbe Rot auf ihn hat, und er deshalb oft versagt, wenn er seine Kräfte beweisen will. So glaubt ihm nicht mal seine Freundin Evelyn, die Nichte von Dunlop.
Erst später wird er von Silvius aufgeklärt, einem alten Mann, der angibt, selbst einmal jene Superkräfte besessen, sie aber mit dem Alter verloren zu haben.
Schließlich kommen Dave und Dunlop einem Falschgelddruckerring auf die Spur. Die Zwei verfolgen die Spur zurück und erfahren, dass das Falschgeld von einem Schiff, der S.S. Barracuda, im Hafen in Fischlastern ins Land geschmuggelt wird. Sie machen sich im Hubschrauber auf zu dem Schiff. Dunlop geht an Bord des Schiffs, wird jedoch von einem Mitarbeiter des Syndikats niedergeschlagen und im Kühlraum des Schiffs zurückgelassen, als es kurze Zeit später versenkt wird, um sämtliche Beweise zu vernichten. Vom Einsatz zurückgekommen, wird Dave des Mordes an Dunlop angeklagt.
Nun kehrt der Film wieder zur Anfangsszene zurück. Speed wird auf den Todesstuhl gesetzt. Jedoch ist auch der Verbrecherring hinter seine Schwachstelle gekommen und hat Dave einen Strauß roter Blumen zukommen lassen. Nachdem er sich als letzten Wunsch einen Kaugummi geben ließ, gelingt es Dave, die Blumen dem Pfarrer aufzuschwatzen und so auch diesmal die Hinrichtung zu überleben. Er springt durch die Mauer des Hinrichtungsraums ins Wasser und gelangt, nachdem er mit Hilfe seiner Superkräfte einen Fisch nach dem Weg gefragt hat, zur Barracuda. Dunlop findet er eingefroren, jedoch nicht tot, wieder. Speed bläst nun seinen Kaugummi auf, bis dieser mehrere Meter Durchmesser erreicht und die beiden aus dem Wasser in den Himmel hebt. Die Köpfe der Falschgelddruckerbande versuchen inzwischen, mit einem Flugzeug zu entkommen. Speed springt von seiner Kaugummiblase auf das Flugzeug herab und überwältigt die Banditen. Dunlop springt ebenfalls vom Kaugummiballon ab und wird von Speed im letzten Moment aufgefangen. Die beiden verschwinden infolge des Aufpralls in einem unfassbar tiefen Loch. Alle Beteiligten glauben, die beiden hätten diesen Sturz nicht überlebt, zur Überraschung aller ruft Dunlop jedoch wenige Minuten später anscheinend aus China an und teilt allen mit, dass sie wohlauf sind.
Der Film endet mit der Hochzeit zwischen Dave und Evelyn. Als Dave ihren Schleier lüftet, muss er feststellen, dass sie sich die Haare rot gefärbt hat.

## Drehorte
Gedreht wurde der Film überwiegend in und um Miami in Florida (USA).

## Synchronisation
Mit der deutschen Synchronisation wurde die Deutsche Synchron in Berlin beauftragt. Dialogregie führte Heinz Petruo, der auch das Dialogbuch schrieb.
Einige Synchronsprecher im Überblick (Auswahl):
| Darsteller      | Rolle          | Synchronsprecher   |
| --------------- | -------------- | ------------------ |
| Terence Hill    | Dave Speed     | Thomas Danneberg   |
| Ernest Borgnine | Willy Dunlop   | Martin Hirthe      |
| Joanne Dru      | Rosy Labouche  | Helga Schlack      |
| Marc Lawrence   | Torpedo        | Herbert Stass      |
| Lee Sandman     | Chief McEnroy  | Arnold Marquis     |
| Julie Gordon    | Evelyn         | Cornelia Meinhardt |
| Sal Borgese     | Paradise Alley | Ingolf Gorges      |
| Herb Goldstein  | Silvius        | Martin Brandt      |

Mit Thomas Danneberg besetzte die Synchronfirma Terence Hills Standardstimme. Außerdem wurden mit Martin Hirthe (Willy Dunlop) und Arnold Marquis (Chief McEnroy) zwei Sprecher besetzt, die auch als Synchronsprecher für Hills langjährigen Filmpartner Bud Spencer dienten.

## Kritik
„Zügig inszenierte, naive Abenteuermär im Stil von Comic-Heftchen, deren spärliche Ansätze zur Ironie im Klamauk untergehen.“

„Um die Story auszugestalten, hat auch ein Alligator einen Cameo-Auftritt.“

„Schlechte Leistung – sowohl vor als auch hinter der Kamera – ist in diesem Low-Budget-Quickie reichlich vorhanden.“